# 尖叶火烧兰
尖叶火烧兰（学名：Epipactis thunbergii）为兰科火烧兰属下的一个种。

## 扩展阅读
- 維基物種上的相關：尖叶火烧兰
- 维基共享资源上的相關多媒體資源：尖叶火烧兰